# Blowout-Preventer

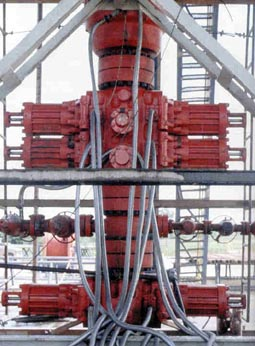
Blowout-Preventer: unten und mittig drei Schieber- bzw. Scherstufen, am oberen Bildrand ein Annular BOP

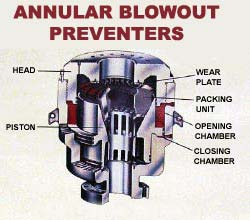
Annular BOP

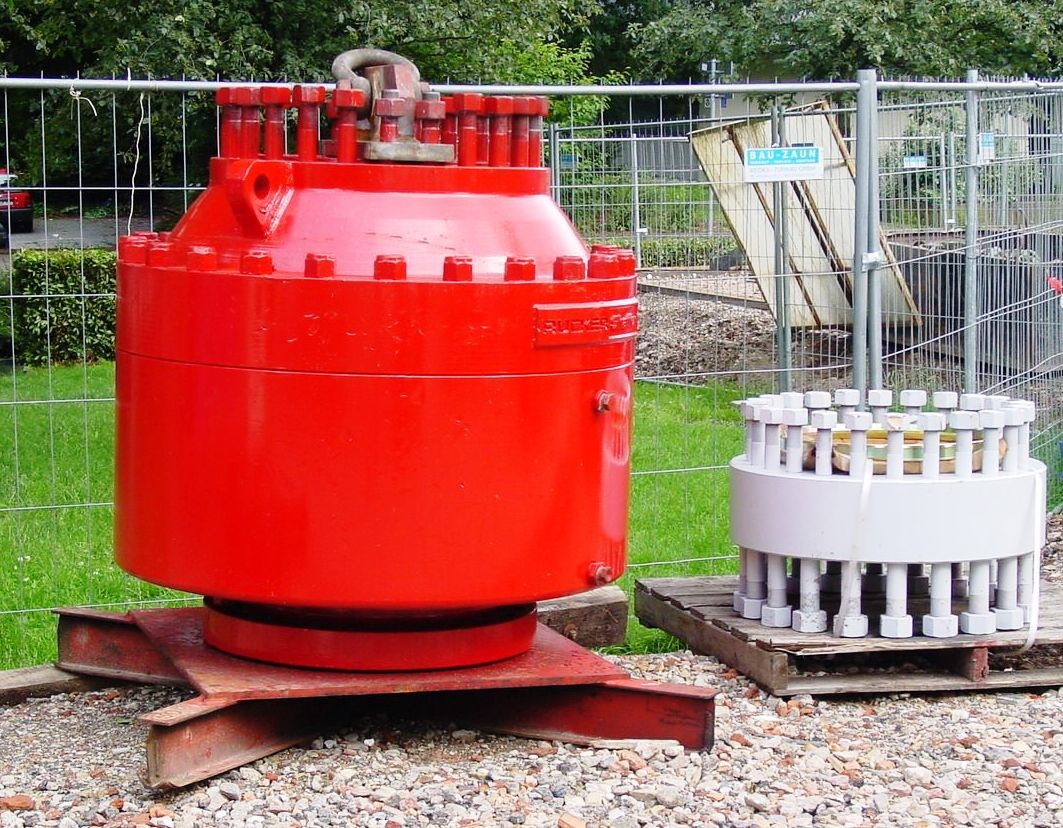
Annular-BOP vor dem Einbau

Als Blowout-Preventer (kurz: BOP) bezeichnet man eine Reihe von Absperrventilen, die bei einer Erdöl- oder Erdgasbohrung direkt über dem Bohrloch angebracht werden und die (vorwiegend) der Verhinderung eines Blowouts dienen.
Der Blowout-Preventer ist das zentrale Sicherheitselement bei einer Tiefbohrung. Die Bezeichnung bezieht sich dabei sowohl auf die einzelnen Absperrorgane als auch auf deren Kombination zum BOP-Stapel (‘BOP stack’). Diese Anordnung übereinanderliegender BOP-Stufen kann über 10 Meter hoch und mehr als 200 Tonnen schwer sein. Die BOP-Ventile werden durch eine starke Hydraulik betätigt. Die Verwendung mehrerer Ventile bedeutet auch eine redundante Auslegung im Hinblick auf hohe Funktionssicherheit.
Der Blowout-Preventer wird unmittelbar über dem Bohrloch angebracht. Bei unterseeischen Bohrungen befindet er sich damit am Meeresboden.

## Funktion
Droht ein Blowout, während das Bohrgestänge durch den BOP verläuft, werden zuerst Schieber aktiviert, die so geformt sind, dass sie die Bohrrohre bzw. Bohrlochauskleidungsrohre umfassen und so den Annulus, den äußeren Raum, abdichten.
Den gleichen Zweck erfüllt der Annular BOP, bei dem ein ringförmiges Gummielement, welches in Längsrichtung zusammengedrückt wird, den Zwischenraum von Bohrgestänge und BOP-Innenwand abdichtet. Der Annular BOP dient auch dem Abdichten des Bohrlochs bei Druckmessungen.
Sollten diese Mechanismen versagen, existiert eine weitere Sicherheitsvorrichtung: Eine Stufe von Schiebern mit gehärteten Schneiden (‘shear rams’) soll das gesamte durch den BOP gehende Rohrgestänge zerschneiden und so die Abdichtung unter allen Umständen sicherstellen. Ist der BOP frei von durchlaufenden Rohren, können die ‘shear rams’ auch als normale Absperrschieber dienen.
Je nach Anwendungsgebiet werden Blowout-Preventer in unterschiedlichen Zeitintervallen Funktionstests unterworfen.
Häufig stehen Ölkatastrophen in engem Zusammenhang mit einem Versagen des BOP.

## Anforderungen
Blowout-Preventer sind Produkte am Limit der Auslegung für die zu erwartenden Belastungen.
In technischen Artikeln wurde oft in Frage gestellt, ob BOPs tatsächlich jeweils stark genug sind, um das Bohrgestänge zu durchtrennen. Eine von amerikanischen Bundesbehörden in Auftrag gegebene Studie fand 2004, dass nur 3 von 14 Öl-Plattformen über ausreichend starke BOP-Scherstufen verfügten.
Insbesondere sind die ‘shear rams’ nicht unbedingt darauf ausgelegt, das Bohrrohr auch an seinen Verbindungselementen zerschneiden zu können.

## Kill lines

Schema eines BOP mit ‘kill lines’

Der Aufbau eines BOP kann ‘kill lines’ enthalten – Einmündungen zum „Einschießen“ von schwerer Bohrspülung zur Herstellung stabiler Druckverhältnisse im Bohrloch (Top-Kill-Operation).

## Weiteres
Nach Fertigstellung eines Bohrlochs wird dieses ggf. mit einem Aufbau einfacherer Absperreinrichtungen versehen, dem sogenannten Eruptionskreuz ('Christmas tree').